# Battaglia di Albuera
La battaglia di Albuera (16 maggio 1811) fu una battaglia svoltasi nel corso della guerra d'indipendenza spagnola. Un misto di spagnoli, britannici e portoghesi si scontrarono con i francesi dell'Armée du Midi (esercito del sud) presso il piccolo villaggio spagnolo di La Albuera, circa 20 km a sud della città fortificata di frontiera di Badajoz, Spagna.
A partire dall'ottobre 1810, l'armata del Portogallo del maresciallo Andrea Massena fu coinvolto in una serie di scontri senza risultato contro le truppe britanniche del duca di Wellington, asserragliate dietro le linee di Torres Vedras. Secondo gli ordini di Napoleone, all'inizio del 1811 il maresciallo Nicolas Soult guidò una spedizione francese dall'Andalusia all'Estremadura nel tentativo di sloggiare gli Alleati dalle linee, alleviando le difficoltà di Massena. Le informazioni a disposizione di Napoleone si rivelarono inesatte, e l'intervento di Soult giunse troppo tardi. Affamato ed in inferiorità numerica, l'esercito di Massena si stava già ritirando verso la Spagna. Soult riuscì a catturare la fortezza di Badajoz, ma fu obbligato a fare ritorno in Andalusia in seguito alla sconfitta subita da Claude-Victor Perrin a marzo nella battaglia di Barrosa. Soult lasciò Badajoz piena di guarnigioni. In aprile, dopo aver ricevuto la notizia della ritirata di Massena dal Portogallo, Wellington inviò un consistente gruppo di anglo-portoghesi guidati da Sir William Beresford per riconquistare la città frontaliera. Gli Alleati cacciarono la maggior parte dei francesi dall'area circostante, ed assediarono gli altri all'interno di Badajoz.
Soult radunò in poco tempo un nuovo esercito con le truppe francesi schierate in Andalusia e, insieme agli uomini di Beresford in ritirata, marciò sulla città per liberarla dall'assedio. Con l'aiuto delle informazioni comunicate da un altro manipolo di soldati, un esercito spagnolo guidato da Joaquín Blake y Joyes cercò di superare i fianchi di Beresford ponendo il suo esercito tra i due contendenti. Soult stava però operando di nuovo con informazioni vecchie. Ad esempio non sapeva che gli spagnoli si erano già riuniti con gli anglo-portoghesi, ed i suoi 24000 uomini si ritrovarono davanti un esercito congiunto composto da 35000 unità.
I due eserciti si incontrarono presso il villaggio di Albuera. Entrambi gli schieramenti subirono forti perdite nella battaglia che seguì, ma i francesi furono infine obbligati a ritirarsi. L'esercito di Beresford era troppo indebolito ed esausto per inseguirli, ma riuscì comunque a riprendere l'assedio di Badajoz. Nonostante il fallimento del tentativo di Soult di liberare la città, la battaglia ebbe pochi effetti strategici sul proseguimento della guerra. Il mese successivo, giugno 1811, gli Alleati furono obbligati ad abbandonare l'assedio grazie all'arrivo degli eserciti francese, portoghese ed andaluso.

## Contesto storico
Nonostante la vittoria riportata contro l'esercito del Portogallo di Andrea Massena nella battaglia del Buçaco del settembre 1810, Wellington fu obbligato da Massena a ritirarsi a causa dell'inferiorità numerica fino alla serie di fortificazioni che aveva preparato attorno a Torres Vedras per proteggere la via d'accesso a Lisbona. Il 10 ottobre 1810 solo la divisione leggera britannica ed alcuni elementi di cavalleria restavano all'esterno delle linee difensive. Wellington aveva disposto nelle fortificazioni truppe secondarie (25000 milizie portoghesi, 8000 spagnole e 2500 marines e artiglieri britannici) tenendo il grosso delle sue truppe di regolari britannici e portoghesi pronti a fronteggiare un attacco francese in qualsiasi punto delle linee.
L'esercito portoghese di Massena si concentrò attorno a Sobral, apparentemente preparandosi per un assalto. Dopo alcune dure schermaglie il 14 ottobre, nelle quali risultò evidente la resistenza delle linee, i francesi rinunciarono a sfondare le linee. Rimasero trincerati per un mese prima di ritirarsi in una posizione posta tra Santarém ed il Rio Maior. Dopo la ritirata di Massena, Wellington mosse la 2ª divisione, guidata dal tenente generale Hill, assieme a due brigate portoghesi e ad un gruppo di dragoni, oltre il Tago per proteggere le pianure di Alentejo, sia da Massena che da un possibile attacco portato dall'Andalusia dall'esercito francese del sud.

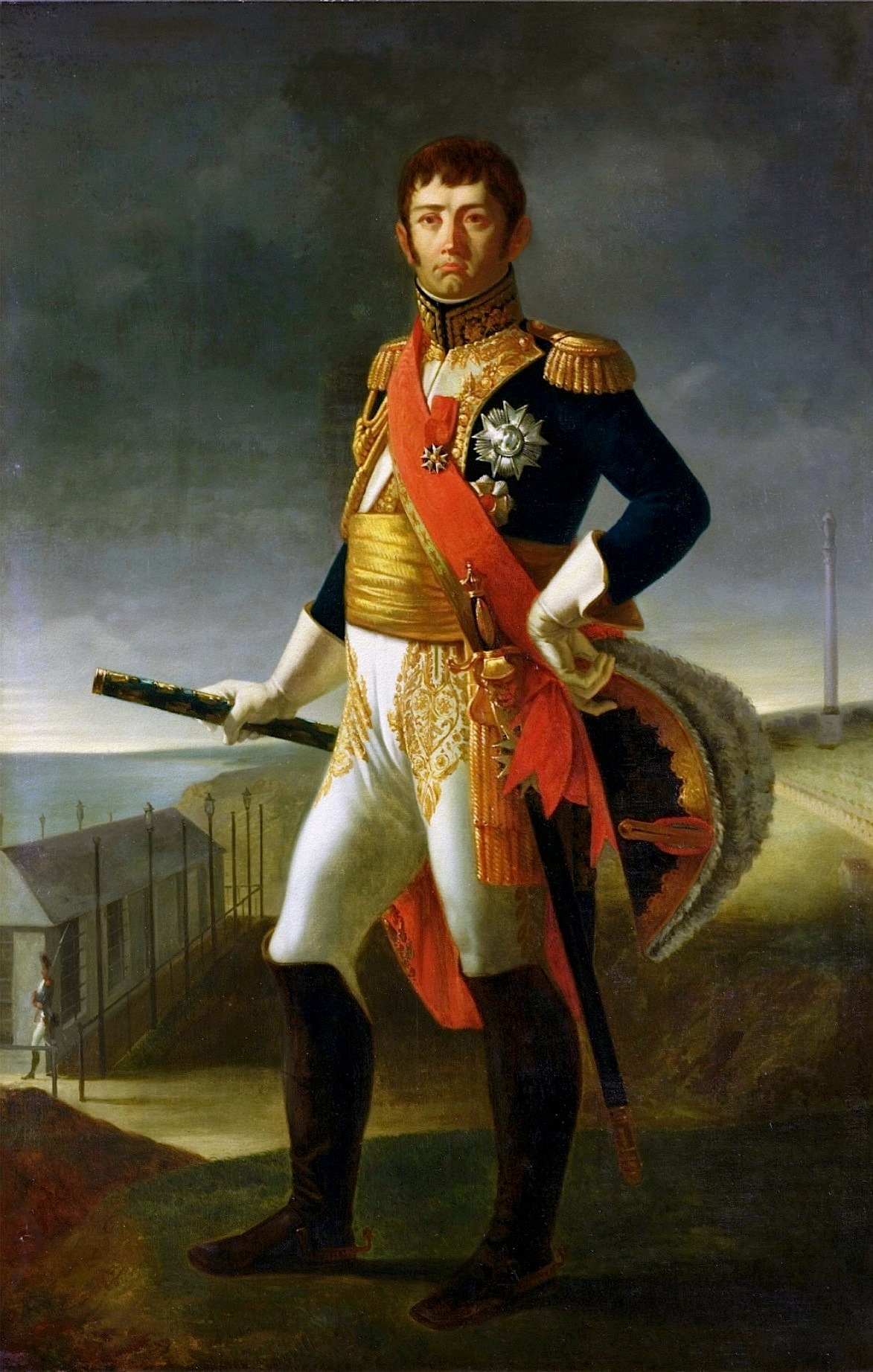
Nicolas Jean-de-Dieu Soult

Napoleone aveva inviato dispacci al maresciallo Soult, comandante dell'esercito del sud, chiedendogli di portare aiuto a Massena. Gli ordini dell'imperatore si basavano su informazioni vecchie, e richiedevano pochi uomini. Nel momento in cui Soult li ricevette, la situazione era radicalmente cambiata. Soult sapeva che un attacco a Lisbona era oltre le proprie possibilità con le forze suggerite, con 30000 alleati e sei fortificazioni tra il suo esercito e la capitale portoghese, ma aveva ricevuto l'ordine, e si sentiva obbligato a fare qualcosa. Raggruppò 20000 uomini, soprattutto provenienti dal V Corpo, ed inviò una spedizione in Estremadura con il semplice obiettivo di conquistare la fortezza di Badajoz, nella speranza di scacciare alcuni alleati dalle loro postazioni nelle linee. Oltre al V Corpo, questa missione comprendeva la fanteria e la cavalleria del I Corpo del maresciallo Claude-Victor Perrin, allora impegnato nell'assedio di Cadice. Soult ordinò ad altri uomini di Victor di riempire i vuoti lasciati dal V Corpo. Questo comando fu criticato da Victor, che si sarebbe ritrovato con molti meno uomini rispetto al previsto, lasciando solo 15000 uomini ad assediare una città difesa da circa 26000 soldati.
Dopo una vincente campagna in Estremadura, il 27 gennaio 1811 Soult iniziò l'accerchiamento di Badajoz. Quasi subito l'esercito spagnolo dell'Estremadura giunse nelle vicinanze con circa 15000 uomini guidati dal generale Mendizabal. L'esercito di Soult, troppo limitato per circondare Badajoz, non fu in grado di impedire a 3000 uomini di Mendizabal di rafforzare le difese della fortezza, ed ai restanti uomini di occupare le alture di San Cristóbal. Questa mossa mise in grave pericolo i francesi, tanto che Soult si mosse per primo cercando lo scontro. Nella seguente battaglia del Gebora i francesi uccisero 1000 spagnoli catturando anche 4000 prigionieri, perdendo nell'operazione solo 400 uomini. I resti dello sconfitto esercito di Mendizabal fuggirono verso Badajoz o verso il Portogallo.
La guarnigione di Badajoz, abilmente comandata dal generale Rafael Menacho, oppose inizialmente una forte resistenza, ed il 3 marzo i francesi avevano fatto pochi progressi verso la potente fortezza. Quello stesso giorno Menacho venne ucciso grazie ad un colpo fortunato sui bastioni difensivi. Il comando della guarnigione passò al brigadiere José Imaz, e la difesa spagnola iniziò a perdere colpi. Nella mura fu infine aperta una breccia il 10 marzo. Soult era ansioso di forzare l'assedio dato che era venuto a conoscenza del fatto che Massena era al comando di un esercito in rotta, affamato ed alle prese con un incredibilmente rigido inverno portoghese. Sapendo che i britannici non sarebbero stati in grado di inviare un contingente per prendere possesso di Badajoz, Soult inviò un gruppo di uomini in città per chiedere la resa della guarnigione. Imaz capitolò, e l'11 marzo i francesi presero possesso della fortezza.
Il 12 marzo le notizie della sconfitta di Victor nella battaglia di Barrosa raggiunsero Soult, convincendolo ad abbandonare Badajoz per fare ritorno in Andalusia, preoccupato del fatto che l'assedio a Cadice fosse stato tolto. Raggiungendo Siviglia il 20 marzo, fu sorpreso nello scoprire che le linee d'assedio di Victor erano ancora al loro posto, e che l'Andalusia era ancora sotto il controllo francese. Prima di ripartire, Soult consolidò le conquiste ottenute in Estremadura rafforzando la difesa di Badajoz con 11000 francesi comandati dal maresciallo Édouard Mortier.

## Preludio

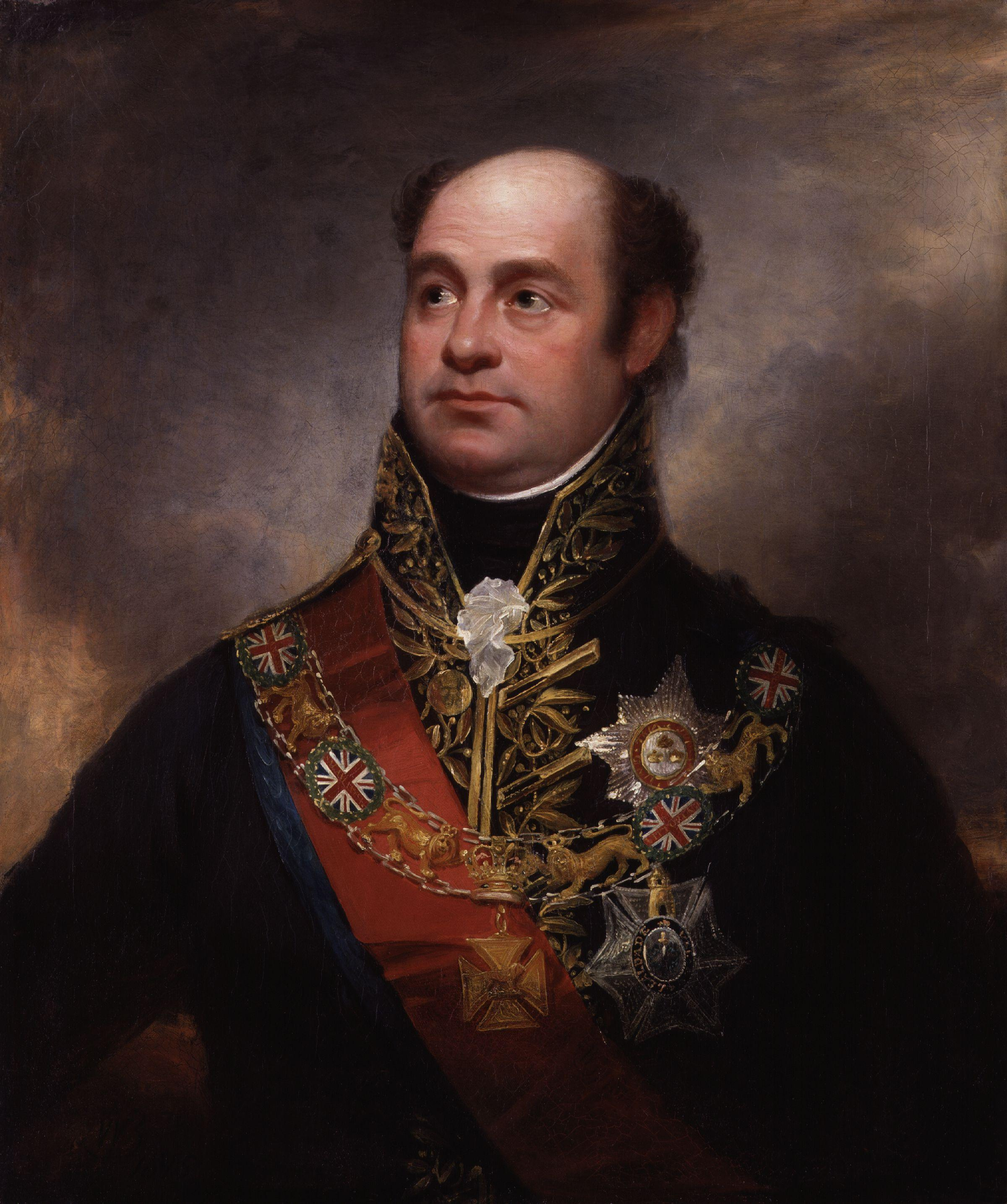
William Carr Beresford

Gli Alleati vennero a sapere dell'assedio portato da Soult a Badajoz e, con la diminuzione della minaccia di Massena a causa del suo ritiro verso la Spagna, Wellington si preparò ad inviare la 2ª e la 4ª divisione (ora comandate dal generale William Beresford) a sconfiggere l'assedio. Gli ordini furono dati l'8 marzo, ma annullati il giorno successivo a causa di false informazioni secondo le quali Massena avrebbe combattuto a Tomar. Dopo altri ritardi causati dal raggruppamento delle due divisioni di Beresford, il 15 marzo fu loro ordinato di raggiungere Badajoz di corsa. Solo in questo momento Wellington ricevette la notizia della resa della città. L'urgenza diminuì, e la spedizione di Beresford poté procedere a passo moderato.

### Mortier si tiene occupato
Il maresciallo Édouard Mortier, al comando della guarnigione di Badajoz, fece buon uso del ritardo degli Alleati. Lasciando sei battaglioni a difesa della fortezza, all'inizio di marzo si mosse verso la vicina città portoghese di Campo Maior con circa 7000 uomini e tre batterie di artiglieria prese dal gruppo d'assedio stanziato a Badajoz. Il 14 marzo i francesi conquistarono il vicino forte São João (la notte del loro arrivo) ma Campo Maior oppose una dura resistenza. Nonostante fosse difesa da soli 800 soldati e Ordenanças, comandati dal maggiore José Talaya, la città resistette sette giorni, arrendendosi solo quando l'intera facciata dei bastioni crollarono sotto il bombardamento dell'artiglieria di Mortier. Mortier inviò anche due reggimenti di cavalleria guidati dal generale Marie Victor Latour-Maubourg ad assediare Alburquerque. I 6000 uomini della guarnigione posta a difesa si arresero prima dell'arrivo dei francesi.
La resistenza del maggiore Talaya a Campo Maior permise alle divisioni di Beresford di giungere prima che la fortezza fosse distrutta. Nel fare ritorno a Badajoz, dopo la scorribanda in Portogallo, Mortier lasciò un reggimento di fanteria e tre di cavalleria a Campo Maior, sotto la guida di Latour-Maubourg, con l'obiettivo di smantellarne le difese. L'arrivo di Beresford il 25 marzo colse i francesi di sorpresa. Nonostante gli alleati avessero a disposizione 18000 uomini, Latour-Maubourg raccolse il comando ed iniziò una ritirata verso Badajoz. Beresford inviò 1500 cavalieri guidati dal generale di brigata Robert Long all'inseguimento dei francesi. Buona parte della cavalleria francese fu messa in rotta da una carica del 13° Dragoni Leggeri, ma l'inseguimento di Latour-Maubourg alla fine fallì. Era mal coordinato, e la maggioranza dei francesi riuscì a raggiungere Badajoz. I motivi di questo fallimento furono poi discussi tra i sostenitori del generale Long e del maresciallo Beresford.

### Gli Alleati accerchiano Badajoz
Beresford iniziò a dispiegare il proprio esercito attorno a Badajoz, ma una serie di contrattempi rallentò l'avanzata alleata in Spagna. Il Guadiana, un grande fiume di Spagna e Portogallo che ne segna parte del confine, si trovava sulla linea di avanzata di Beresford. Wellington aveva promesso una serie di barche pontone spagnole per poter erigere un ponte, ma non si trovavano nelle vicinanze e richiedevano tempo. Dovettero costruire un ponte al momento, il che li tenne occupati fino al 3 aprile. Inoltre le razioni promesse a Beresford, prelevate dalla città di Estremoz, furono consumate dai resti dell'esercito dell'Estremadura di Mendizabal, insediatosi nella regione dopo la sconfitta subita da Soult all'inizio dell'anno. Gli uomini di Beresford dovettero prelevare le razioni dalla città fortezza di Elvas per potersi sfamare. Le scarpe della 4ª divisione di fanteria erano distrutte in seguito a due settimane di marcia, ed i rifornimenti da Lisbona sarebbero arrivati dopo una settimana. Questi ritardi permisero alla guarnigione di Badajoz di lavorare sulle fortificazioni, in modo che il 3 aprile furono pronte. Beresford iniziò a far avanzare il proprio esercito il 4 aprile, ma un'improvvisa piena del fiume spazzò via il ponte improvvisato, intrappolando l'avanguardia degli Alleati sulla riva orientale. Si sarebbe potuto risolvere con un disastro per Beresford, ma Mortier fu richiamato a Parigi lasciando Latour-Maubourg al comando di Badajoz, troppo preso dalla riparazione delle difese della fortezza per poter attaccare l'esercito alleato. Dopo una piccola vittoria che permise la cattura di un intero squadrone del 13° dragoni leggeri, Latour-Maubourg si ritirò prima dell'arrivo degli altri uomini di Beresford, lasciando 3000 uomini a Badajoz e 400 ad Olivenza.
L'8 aprile furono costruiti nuovi ponti sul Guadiana, ed il giorno seguente l'esercito di Beresford raggiunse Olivenza, circa 24 km a sud di Badajoz. Mentre la 4ª divisione britannica attaccava i pochi uomini asserragliati, la maggioranza dell'esercito alleato inseguì Latour-Maubourg a sud mentre a Badajoz arrivavano i rinforzi da Valverde e Albuera. Beresford coordinò i propri movimenti con i resti dell'esercito spagnolo dell'Estremadura (ora guidato dal generale Castaños), incorporando altri 3000 fanti e 1000 cavalieri. Il 15 aprile Olivenza cadde in mano alla 4ª divisione, permettendo a Beresford di iniziare il difficile compito di assediare Badajoz. Né Beresford né Wellington avevano al seguito macchine d'assedio, così dovettero improvvisare. La soluzione adottata fu quella di prelevare vari tipi di artiglieria dalla fortezza di Elvas, ma questo espediente causò altri ritardi. Beresford approfittò del ritardo per ripulire l'Estremadura dai francesi, e per cacciare Latour-Maubourg oltre Guadalcanal. Beresford lasciò la cavalleria ed una brigata con il tenente colonnello John Colborne, assieme ad un distaccamento di cavalli spagnoli, per controllare i movimenti di Latour-Maubourg e dissuaderlo dal fare ritorno in Estremadura. Wellington era talmente preoccupato dalla mancanza di progressi che decise di fare una visita lampo nella regione. Assieme a Beresford condusse una pattuglia di ricognizione a Badajoz il 22 aprile, per poi proseguire a nord lasciando a Beresford un piano dettagliato su come la campagna sarebbe dovuta essere condotta. Beresford seguì le istruzioni con lentezza, ed iniziò l'accerchiamento di Badajoz solo il 4 maggio.
Uno sviluppo positivo per gli Alleati fu l'arrivo nella regione di un'altra forza spagnola. La Reggenza spagnola di Cadice aveva inviato il generale Joaquín Blake, con le due divisioni di Zayas e Lardizábal, via mare fino a Ayamonte alla foce del Guadiana. Sbarcando il 18 aprile, l'esercito di Blake si mosse per unirsi al generale Francisco Ballesteros nella città spagnola di Xeres.
Nonostante lo stesso Blake fosse un membro della Reggenza spagnola, era meno anziano di Castaños nella gerarchia militare (ma più anziano di Ballasteros). Per questo non protestò quando il generale Castaños acconsentì a lasciare al maresciallo Beresford, meno anziano di Castaños, il comando degli eserciti Alleati in qualsiasi battaglia, dato che in ogni battaglia c'erano più uomini del gruppo anglo-portoghese.

### Si radunano gli eserciti
Nel momento in cui i francesi furono obbligati a ritirarsi davanti a Beresford, Soult seppe che Badajoz era a rischio, ed era determinato a non perdere un tale simbolo delle conquiste ottenute durante la propria campagna d'inverno. Il 9 maggio si rese conto che il tempo stava per scadere, per questo diresse verso Badajoz tutti gli uomini del I e del IV Corpo dell'esercito del sud che poté prelevare dall'assedio di Cadice e dall'occupazione del resto dell'Andalusia. Contando anche gli uomini del V Corpo guidati da Latour-Maubourg sul confine andaluso, Soult aveva circa 23000 uomini e 35 cannoni in marcia verso Badajoz. Il suo esercito era molto più piccolo di quello degli Alleati, ma sperava che la qualità delle sue truppe avrebbe compensato l'inferiorità numerica.
Beresford fu avvisato dell'avanzata dei francesi da un dispaccio del 12 maggio proveniente dai patrioti spagnoli di Siviglia, che lo avevano avvisato della partenza di Soult. Beresford mantenne l'intenzione di assediare Badajoz e chiese ai francesi di arrendersi quello stesso pomeriggio, ma quando capì di non avere abbastanza tempo a disposizione ritirò l'assedio ed i rifornimenti. Il 13 maggio la cavalleria spagnola unita alla brigata di Colborne entrò in contatto con i francesi e, secondo gli ordini emanati da Wellington in aprile, si ritirarono inviando a Beresdorf informazioni sulla nuova posizione di Soult. Quello stesso giorno anche la cavalleria britannica di Long incrociò i francesi, e si ritirò velocemente. Beresford considerò troppo prematura questa ritirata, dato che sperava di rallentare i francesi obbligandoli a schierarsi.

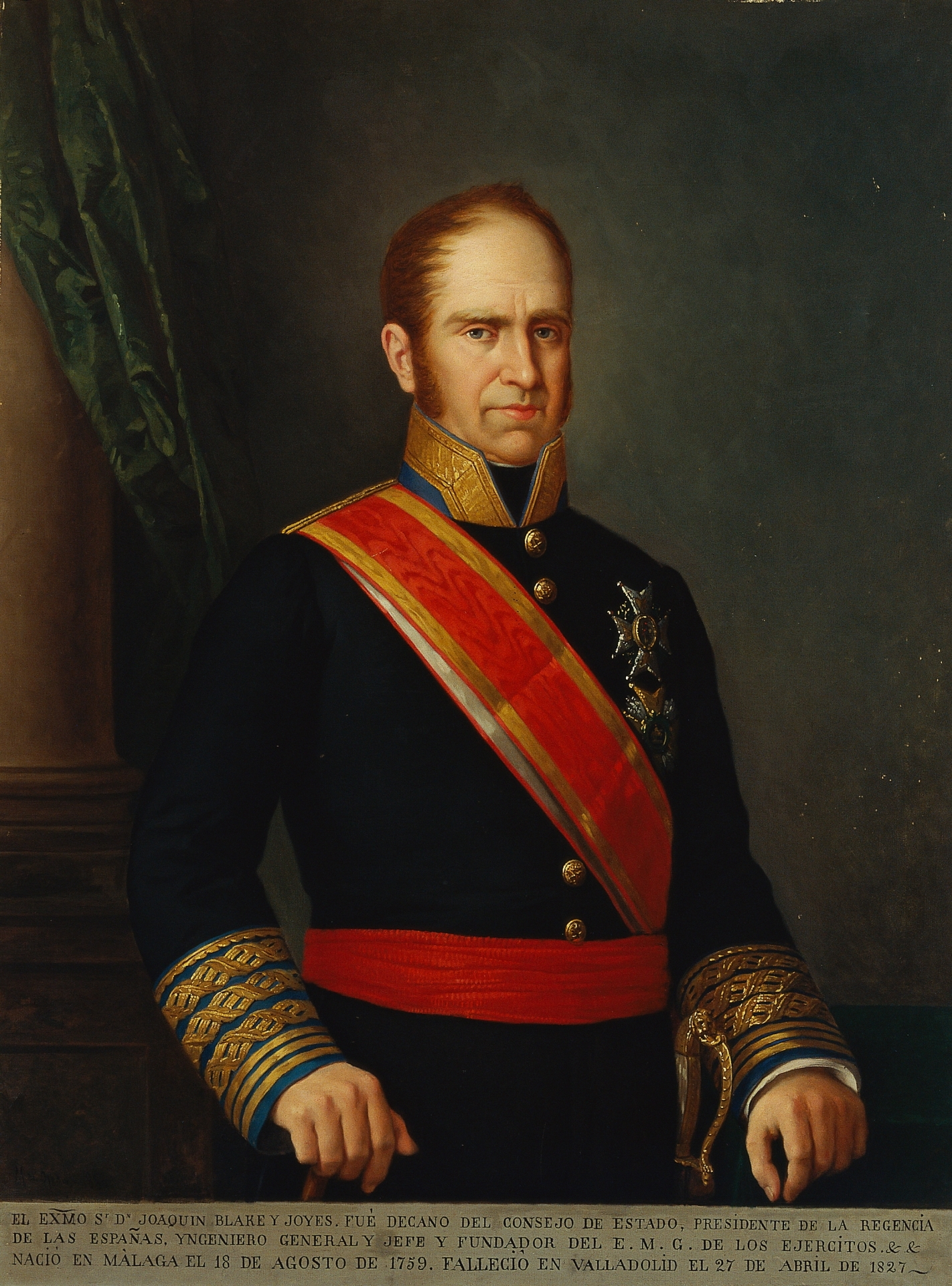
Comandante spagnolo Joaquín Blake y Joyes.

Il 13 maggio Beresford spostò la 2ª Divisione di fanteria britannica, la divisione portoghese del maggior generale John Hamilton e tre batterie di artiglieria da Badajoz a Valverde, posizione ideale. Gli ordini di Wellington lasciarono a Beresford libera scelta se combattere Soult o ritirarsi, ed era tentato di seguire questa seconda prospettiva. Quando Beresford incontrò Blake e Castaños, i due generali spagnoli più esperti, a Valverde il 14 maggio, si convinse che la superiorità numerica di cui godeva giustificasse il rischio di una battaglia. I capi alleati accettarono di radunarsi presso Albuera, che era il luogo scelto da Wellington per la resistenza ad un'avanzata francese che tentasse di liberare Badajoz.
Il 15 maggio fu chiaro a Beresford che Soult stava percorrendo la via principale per Badajoz, che attraversava Santa Marta ed il villaggio di Albuera. Fece alcuni aggiustamenti al suo dispiegamento di forze, assegnando la 2ª divisione ed i portoghesi di Hamilton alla difesa del villaggio, dove si unirono alla brigata KGL di Alten e ad un'altra brigata portoghese composta da una guarnigione di truppe leggere creata ad hoc. I movimenti di Soult divennero più chiari quando i suoi Chasseurs à cheval e gli Ussari incrociarono la cavalleria di Long a Santa Marta. Di nuovo Long si ritirò con troppa fretta, secondo il parere di Beresford. Il generale maggiore William Lumley prese il posto di Long come comandante della cavalleria. Nei vari racconti si trovano motivazioni diverse per questo gesto, alcuni parlano dell'incompetenza di Long, altri semplicemente a causa dell'anzianità di Lumley. Il vero motivo della decisione di Beresford sembra essere stato che lo stesso Long abbia suggerito la nomina di Lumley per risolvere il problema dell'anzianità nato tra Long ed il comandante della cavalleria spagnola. Il cambio di comando non ebbe luogo fino al mattino del 16 maggio, quando Lumley giunse sul campo di battaglia.
Non ci furono altri scontri quel giorno, tanto che Beresford fu in grado di completare il dispiegamento delle forze. Il fronte degli Alleati era definito da una serie di piccoli corsi d'acqua che scorrevano da sud a nord. Due di questi, il Nogales (a volte chiamato Feria) ed il Chicapierna, si incontravano poco a sud del villaggio formando il fiume Albuera, ma nessuno di loro era in realtà un ostacolo per l'avanzata delle truppe, ed il fiume sottostante poteva essere attraversato su due ponti e grazie ad un guado. Anche gli uomini di Alten si trovavano ad Albuera, mentre la divisione di Hamilton e buona parte della cavalleria portoghese formavano l'ala sinistra degli Alleati a nord del villaggio, e la 2ª divisione del generale maggiore William Stewart si trovava su una collina poco ad ovest di Albuera. L'ala destra dell'esercito alleato doveva essere fornita dalle quattro divisioni di fanteria di Castaños e Blake, mentre la cavalleria e l'artiglieria alleata con la 4ª divisione avrebbero garantito una forte riserva strategica. Ad ovest del Chicapierna e dell'Albuera la terra saliva fino ad un basso crinale senza alberi che correva da nord a sud, circondato da numerosi poggi che diventavano sempre più alti spostandosi verso sud. Dopo la battaglia Beresford fu molto criticato per non aver occupato due di questi punti elevati, il primo dei quali si trovava cira 1,5 km a sudovest del villaggio, mentre il secondo era altri 450 metri a sud.
La divisione di Blake era in ritardo, giunse solo alla mezzanotte del 15–16 maggio, e fu pronta per la battaglia nella tarda mattinata. Nel frattempo la 4ª divisione di Lowry Cole e la brigata de España marciarono da Badajoz ad Albuera nelle prime ore del 16 maggio.
Nel frattempo Soult stava facendo i suoi piani. Sapeva che Blake aveva intenzione di unire le proprie forze con quelle di Beresford, ma pensava che le divisioni spagnole fossero a molti giorni di marcia. Basandosi su questa premessa errata, Soult decise che la cosa migliore da fare fosse quella di aggirare il fianco meridionale degli Alleati, ponendo quindi un cuneo tra le due parti dell'esercito di Beresford. Soult sperava di poter sconfiggere i nemici superando Beresford in numero, per poi dirigersi a sud verso Blake.

## Battaglia

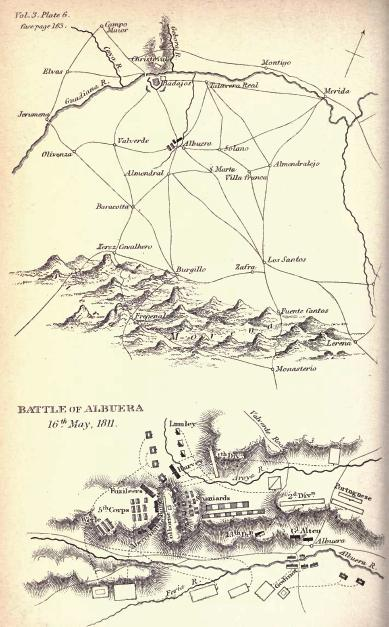
Mappa della battaglia, tratta da Storia della guerra nella Penisola di Napier

Beresford dispose le sue truppe sui pendii opposti di quelle colline come mostrato sul piano di battaglia. Non potendo vedere l'esercito alleato, Soult era ancora all'oscuro del fatto che le divisioni spagnole di Blake fossero giunte durante la notte. Il mattino del 16 maggio 1811 il maresciallo proseguì nel suo tentativo di aggirare il fianco destro degli Alleati. Per giungere direttamente al villaggio di Albuera, i francesi avrebbero dovuto attraversare il fiume Albuera tramite uno stretto ponte, e la prima mossa di Soult fu quella di lanciare un finto attacco in quella direzione. Inviò la brigata di fanteria di Godinot, assistita dalla cavalleria leggera di Briche e dall'artiglieria, oltre il ponte verso il villaggio. Anche quattro plotoni di Ulani della Vistola attraversarono il fiume, ma furono respinti dalle Guardie del 3° Dragoni. Una batteria portoghese di cannoni fu posizionata per coprire l'approccio al ponte, e Godinot durante la sua avanzata si scontrò con i battaglioni KGL di Alten, che stavano difendendo Albuera.
Nello stesso momento due brigate di dragoni e la brigata di fanteria di Werlé apparvero alla sinistra di Godinot, uscendo da un uliveto posto di fronte a Blake ed alla destra di Alten. Con una grande concentrazione di truppe francesi che ora minacciavano il villaggio, i comandanti alleati abboccarono all'esca come previsto da Soult, ed inviarono rinforzi in aiuto di Alten.

### Attacco francese al fianco
Mentre gli Alleati si stavano preparando in previsione di un attacco frontale o sulla destra, Soult stava organizzando il suo vero piano. Le due divisioni del V Corpo guidate dai generali Girard e Gazan, precedute da una brigata di cavalleria, si spostarono a sinistra per iniziare ad aggirare il fianco del maresciallo. La loro avanzata fu nascosta dall'uliveto, e gli Alleati ne vennero a conoscenza solo quando quattro reggimenti di cavalleria francese uscirono dall'estremità meridionale dell'uliveto, attraversando due ruscelli e forzando la cavalleria spagnola di Loy a destra delle linee di Beresford. Allarmato, Beresford si spostò avanti per osservare le manovre francesi. Quando la cavalleria di supporto di Godinot e la brigata di Werlé iniziarono ad uscire da Albuera dirigendosi verso la retroguardia di Girard, le vere intenzioni di Soult divennero chiare.
Beresford emanò subito nuovi ordini. Mandò Blake ad aggirare le proprie linee avanzate al fine di fronteggiare i francesi. La cavalleria di Lumley fu inviata ad aiutare i cavalli di Loy a sostenere il fianco destro di Blake, mentre la 2ª divisione di Stewart fu mandata a sud dalla propria postazione dietro Albuera, assumendo una nuova posizione dietro Blake pronto a sostenerlo se necessario. Alla 4ª divisione di Cole fu ordinato di posizionarsi dietro la cavalleria, mentre i portoghesi di Hamilton si portarono al centro degli Alleati per difendere Albuera, fungendo da riserva.
Blake non seguì gli ordini di Beresford. Era ancora convinto che l'attacco francese sarebbe giunto davanti a lui. Mantenendo la sua prima linea in formazione, mosse quattro battaglioni della divisione di Zayas per formare il proprio nuovo fronte meridionale. Zayas dispiegò questi battaglioni, provenienti dalla seconda linea spagnola, in due gruppi. Furono formati due battaglioni di Guardie spagnole, in linea, in cima ad un pendio, mentre gli altri due formarono strette colonne dietro di loro. Una singola batteria di artiglieria spagnola sosteneva l'intera armata.
Beresford, essendo venuto a sapere del nuovo dispiegamento di Blake, tornò indietro per visionare personalmente le operazioni. Fuse la seconda coppia di battaglioni di Zayas con la prima coppia, dando vita ad una prima linea formata da quattro battaglioni. Ordinò a Lardizabal di prendere i suoi tre battaglioni e sostenere il fianco destro di Zayas, ed a Ballesteros di portare i suoi due sul lato sinistro. Questi rinforzi non giunsero in tempo per difendere Zayas dal primo attacco francese, ed i suoi quattro battaglioni dovettero affrontare da soli due intere divisioni francesi.

### La sottile linea spagnola
Mentre Beresford stava ridisponendo il proprio esercito, un "massiccio movimento cambiò l'intero aspetto del fronte francese". Due brigate di dragoni galopparono dal centro-destra francese, passando dietro al V Corpo, unendosi alla cavalleria di Latour-Maubourg sulla sinistra. Nello stesso momento la divisione di Werlé si strinse sul retro del V Corpo diventando la riserva francese. Soult aveva concentrato l'intera forza della propria fanteria, a parte i 3500 uomini di Godinot che erano ancora impegnati ad Albuera, e tutta la propria cavalleria a parte quella leggera di Briche, in un singolo fronte che marciava sul fianco destro di Blake.
Le due divisioni del V Corpo avanzarono una dietro l'altra contro Zayas. La prima di queste divisioni, quella di Girard, si mosse in ordine misto (quattro battaglioni fiancheggiati su ogni lato da un battaglione in linea, ulteriormente fiancheggiati da un battaglione e mezzo in colonna) mentre la divisione di Gazan si mosse come un battaglione in colonna. I cacciatori di Girard si scontrarono con la linea di Zayas ed assottigliarono gradualmente il fronte spagnolo. Quando la colonna principale di Girard giunse a 50 metri dagli spagnoli, la prima linea si aprì ed il battaglione posto alle sue spalle aprì il fuoco. Gli spagnoli resistettero, scambiandosi raffiche con i francesi, fino a respingere il primo assalto di Girard.
Nonostante la loro resistenza, gli uomini di Zayas, probabilmente le migliori truppe dell'esercito spagnolo del tempo, furono lentamente spinti indietro. Riuscirono però a resistere abbastanza da permettere l'arrivo di Ballesteros e Lardizabal, e della 2ª divisione di supporto di Stewart. Stewart portò la 1ª brigata di John Colborne, seguita da altre due brigate della divisione. Il 3º reggimento di fanteria (i Buffs) presero il comando, seguiti dal 48° e dal 66°. La brigata di Colborne si pose alla sinistra dei francesi e, sostenuta da una batteria di cannoni KGL, aprì il fuoco obbligando i due battaglioni posti sui fianchi di Girard a girarsi verso l'esterno per rispondere al fuoco.

### Distruzione della brigata di Colborne
Il duello di moschetti che si ebbe tra la brigata di Colborne ed il fianco sinistro di Girard fu tanto intenso che entrambi gli schieramenti vacillarono. I francesi iniziarono a cedere, e furono tenuti insieme solo grazie ai propri ufficiali, che li colpivano sulla schiena con la spada quando tentavano di ritirarsi. La parte sinistra della brigata di Colborne, attaccata dal fuoco dei moschetti e dalle mitragliate dei cannoni di supporto di Girard, cercò di difendersi senza successo con una carica di baionette. Sulla destra gli uomini di Colborne continuarono a scontrarsi con i francesi e, trovandosi in difficoltà, inastarono le baionette e caricarono.

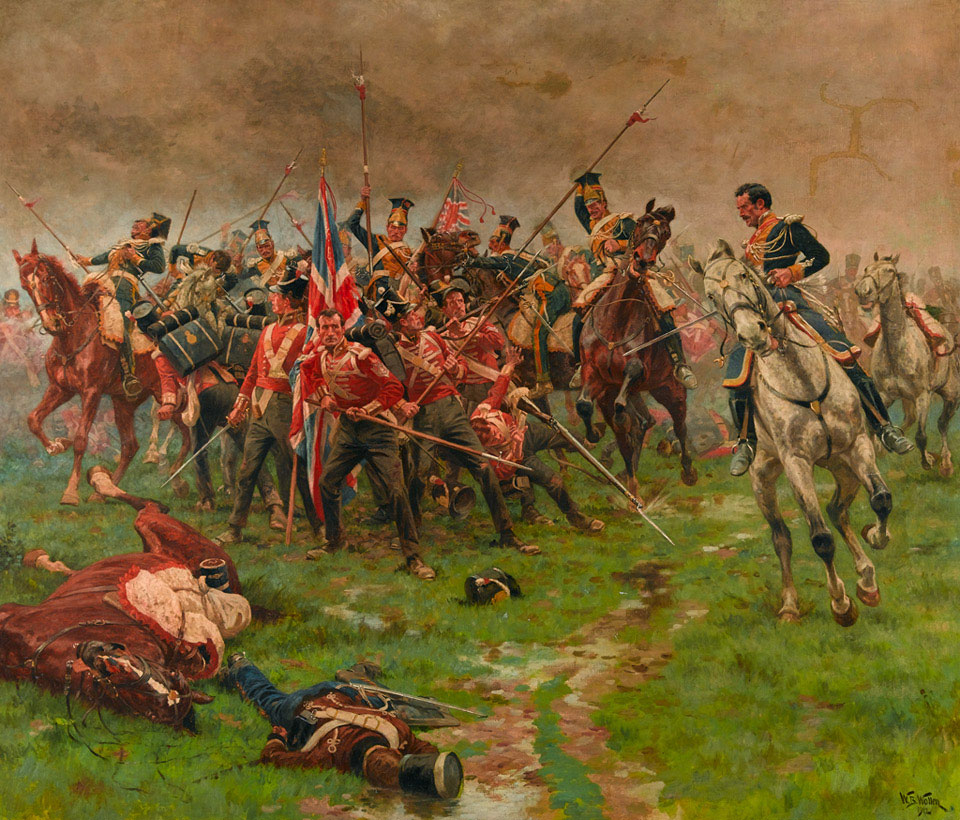
I Buffs (3º reggimento) difende i propri colori, dipinto di William Barnes Wollen

Quando la brigata avanzò, una forte grandinata ed una pioggia torrenziale colpirono il campo di battaglia, rendendo inutili i moschetti di entrambi gli schieramenti. Coperto dalla visibilità ridotta, Latour-Maubourg lanciò due reggimenti di cavalleria polacca contro il fianco destro di Colborne. Piombando tra l'impreparata fanteria britannica, gli ulani della 1ª Vistola e la 2° Ussari annichilirono i primi tre reggimenti di Colborne. Solo il quarto, il 31º reggimento di fanteria, riuscì a salvarsi disponendosi a quadrato. La cavalleria spinse contro la batteria di artiglieria KGL di Colborne catturandone i cannoni (nonostante solo gli obici furono poi recuperati).
Avendo conquistato cinque bandiere di reggimento ed otto cannoni, gli ulani colpirono la formazione a quadrato del 31°, disperdendo Beresford ed il suo staff, ed attaccando le retrovie della linea di Zayas. Zayas subì l'attacco senza battere ciglio, mentre proseguiva il fuoco contro Girard. In quel momento la pioggia era terminata e Lumley, al comando della cavalleria di Beresford, poté finalmente comprendere la devastazione causata dalla cavalleria francese e polacca. Inviò due squadroni del 4° Dragoni a disperdere gli ulani, cosa che fecero, ma i soldati britannici furono a loro volta sconfitti da un reggimento di Ussari che Latour-Maubourg aveva inviato a coprire la ritirata dei lancieri. Chiudendo la propria azione, il 29º reggimento di fanteria (il principale reggimento della seconda brigata di Stewart) aprì il fuoco contro quello che restava dei lancieri della Vistola. Molti dei colpi mancarono il bersaglio e colpirono il retro dei ranghi di Zayas. Gli spagnoli rimasero comunque in posizione, ed il loro operato salvò probabilmente gli Alleati dalla distruzione.
Secondo alcune fonti britanniche la cavalleria polacca si rifiutò di accettare la resa di qualsiasi fante britannico, e deliberatamente infilzarono i feriti che giacevano a terra. Secondo la tradizione, la 2ª Divisione britannica giurò di non ospitare più i polacchi dopo i fatti di Albuera. Secondo Beresford, dei 1258 uomini persi dei primi tre reggimenti di Colborne, 319 furono uccisi, 460 feriti e 479 catturati. Secondo i resoconti di Soult i lancieri della Vistola persero 130 uomini sui 591 presenti all'inizio.

### Il calvario di Hoghton
Il conflitto ebbe una pausa quando entrambi gli schieramenti cercarono di riorganizzarsi. La divisione di Girard aveva subito numerose perdite durante la battaglia contro Zayas, e le azioni di Colborne, per quanto disastrose, avevano causato numerose perdite tra i francesi. Girard considerava la sua divisione ormai troppo sfiancata, e chiamò la 2ª divisione di Gazan per prenderne il posto. Avanzando in colonna, i battaglioni di Gazan dovettero combattere in mezzo a quello che restava degli uomini di Girard in ritirata. Come risultato buona parte dei sopravvissuti della 1ª divisione furono travolti ed incorporati nelle colonne di Gazan, che crebbero fino a raggiungere le 8000 unità, perdendo compattezza durante l'avanzata. La seguente perdita di omogeneità ed il ritardo diedero agli Alleati il tempo per rinsaldare le proprie linee. Beresford dispiegò la brigata di Hoghton dietro le linee di Zayas, e gli uomini di Abercrombie dietro a Ballesteros, per poi spostarli in avanti a prendere il posto degli spagnoli. Joseph Moyle Sherer, un ufficiale agli ordini di Abercrombie, raccontò di come un giovane ufficiale spagnolo "mi pregò [...] di spiegare agli inglesi che ai suoi uomini era stato ordinato di ritirarsi ma che non lo stavano facendo."
Dopo questa pausa, iniziò la seconda fase della battaglia, se possibile ancora più sanguinosa della prima. I francesi avevano dispiegato solo una linea contro la brigata di Abercrombie, così il peso del nuovo assalto ricadde su Hoghton. Nonostante avessero inglobato i pochi sopravvissuti della brigata di Colborne (la 31° di fante3ria), solo 1900 uomini si trovarono ad affrontare l'avanzata nemica. I tre battaglioni di Hoghton (il 29º reggimento di fanteria, 1/48º reggimento Northamptonshire di fanteria ed il 1/57º reggimento West Middlesex di fanteria) soffrirono pesanti perdite, con 56 ufficiali e 971 soldati uccisi o feriti in combattimento, sui 95 ufficiali e 1556 soldati che ne avevano preso parte.
Solitamente, in un duello tra linea alleata e le colonne francesi, la maggior parte del volume di fuoco si aveva tra le linee (dove ogni singola arma poteva essere puntata sul fronte e sui fianchi della più stretta colonna), e ci si aspettava che questo fosse il fattore decisivo. In questo caso, però, i francesi erano ben supportati dall'artiglieria. Oltre a sostenere lo svantaggio di fuoco della propria fanteria, Girard portò i cannoni a soli 275 metri dalla linea di Hoghton, abbastanza vicino da infilare i nemici con una raffica di fuoco incrociato. All'inizio di questo scontro il colonnello William Inglis del 57º fanteria fu ferito da una raffica dell'artiglieria francese. Si rifiutò di essere portato nelle retrovie, e rimase con la bandiera. In tutta la battaglia si sentiva chiaramente la sua voce calma che ripeteva "Resistere 57°, resistere!" Grazie a questo incitamento, il 57° si guadagnò il nomignolo di "Die-Hards".
Durante questo assalto la brigata di Hoghton perse due terzi delle sue forze. Lo stesso generale di brigata fu ucciso, e con l'aumento dei caduti la prima linea non fu più in grado di contrastare la colonna avversaria. I francesi non erano comunque in grado di spingere per far valere il proprio vantaggio numerico. La raffica di fuoco britannico aveva riscosso un certo successo, e Girard aveva perso 2000 uomini. Aveva cercato di ridisporre i suoi uomini su linee meno ingombranti, in modo da sviluppare tutta la potenza di fuoco possibile e sconfiggere la brigata di Hoghton, ma le sue compagnie furono costantemente riportate in colonne dai moschetti britannici.

### La ritirata di Soult

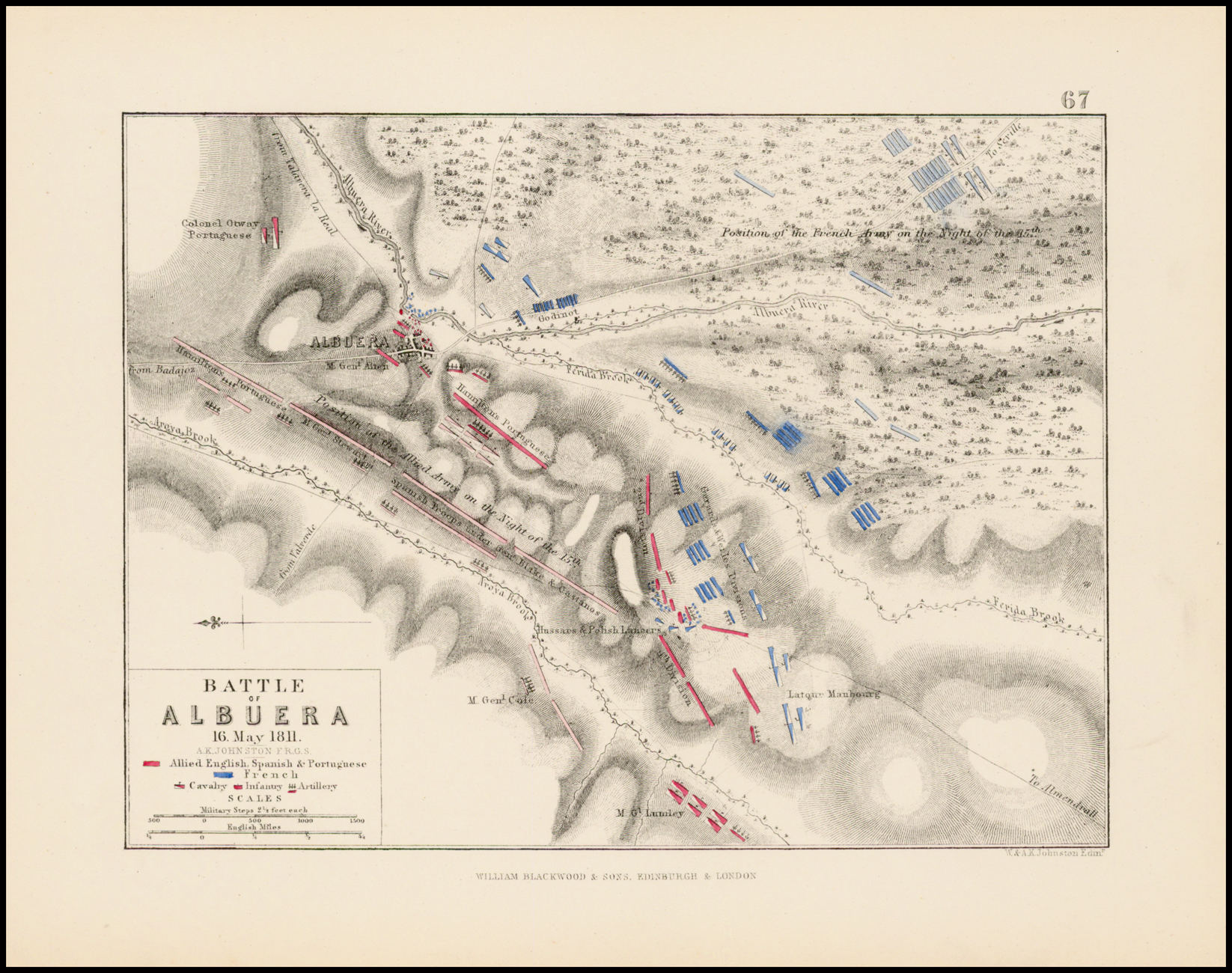
Mappa della battaglia, tratta da Alison's History of Europe

Nonostante gli attacchi francesi fossero stati contenuti, il risultato della battaglia era molto incerto. Soult aveva come riserva gli uomini di Werlé, e buona parte della cavalleria di Latour-Maubourg non era stata coinvolta nello scontro. In ogni caso la presenza della 4ª divisione di Cole fresca, tuttora in formazione dietro gli squadroni di Lumley, sembra che abbia persuaso Soult a non utilizzare la potenza della propria cavalleria. Nel successivo dispaccio diretto all'imperatore, Soult affermò di aver saputo solo allora il fatto che Blake si era unito a Beresford, e che si trovava di fronte ad una formazione alleata più numerosa del previsto. Il maresciallo, dopo aver superato gli Alleati con il suo attacco al fianco, si pose sulla difensiva: alla cavalleria fu negato il permesso di attaccare, e Werlé rimase a riserva.
Tra gli Alleati Beresford si stava dimostrando meno incisivo. Ansioso di portare aiuto a Hoghton e Abercrombie, cercò di muovere la brigata indipendente di España, ma questi si rifiutarono di spostarsi nel raggio d'azione dei francesi. Lasciando sul posto la divisione di Cole (secondo Beresford, per proteggere il fianco alleato da ulteriori assalti di cavalleria, nonostante Wellington fosse convinto che Beresford stava semplicemente assicurandosi la linea di ritirata), Beresford chiamò la divisione portoghese di Hamilton, ma questi si era mosso verso Albuera per aiutare Alten a difendersi dall'attacco di Godinot, e gli ordini gli giunsero dopo molto tempo. Le brigate di Hamilton iniziarono a muoversi solo mezz'ora dopo che l'ordine era stato emanato. Con il suo fianco destro sempre più sotto pressione e con i caduti in aumento, Beresford chiamò infine i KGL di Alten, ordinando a 3000 spagnoli di raggiungere Albuera per farsi carico della sua difesa. Alten raggruppò frettolosamente i propri uomini e marciò a sud verso l'ala destra degli Alleati, ma Godinot conquistò Albuera prima dell'arrivo degli spagnoli, esponendo un altro fianco alleato ai francesi.
Fu in questo momento critico che il generale Cole fece la mossa decisiva della battaglia. Fermo in attesa di ordini da Beresford, aveva considerato l'ipotesi di avanzare verso il fianco sinistro francese, ma aveva paura di muovere tutta la sua fanteria in campo aperto di fronte a 3500 unità francesi di cavalleria. Ad un certo punto il colonnello Henry Hardinge, del quartier generale portoghese, gli ordinò di avanzare immediatamente. Dopo una breve discussione con Lumley, Cole iniziò a ridisporre la propria divisione da colonne in linee. Memore dei pericoli rappresentati dalla cavalleria di Latour-Maubourg, Cole avvolse la propria linea su ogni lato con un'unità in colonna: sulla destra si trovavano le compagnie leggere della divisione, compresa la brigata del generale Kemmis, mentre il primo battaglione della legione lusitana si pose a sinistra. Lumley dispose l'intera cavalleria alleata sul retro e a destra, accompagnandola con una batteria di artiglieria, ed i 5000 uomini che componevano l'intera fanteria iniziarono ad avanzare verso il fianco destro del V Corpo.
La vista della linea alleata in avanzamento forzò la mano a Soult. Se la divisione di Cole non fosse stata bloccata, la sconfitta sarebbe stata certa. Egli inviò quattro reggimenti dei dragoni di Latour-Maubourg a caricare la parte portoghese della linea di Cole, ed obbligò l'intera riserva di Werlé a proteggere il fianco del V Corpo. I dragoni colpirono la brigata portoghese di Harvey aspettandosi di spazzarla via come aveva fatto con quella di Colborne. Gli inesperti portoghesi, però, rimasero in posizione respingendo la cavalleria senza neanche disporsi a quadrato. Respinti la prima volta, i dragoni di Latour-Maubourg non tentarono altri attacchi alla divisione di Cole, e gli Alleati proseguirono l'avanzata. La brigata di fucilieri e la legione lusitana posti sul lato sinistro della divisione si scontrarono ben presto con la brigata di Werlé, composta dal doppio degli uomini. Nonostante il vantaggio numerico, Werlé aveva disposto i suoi nove battaglioni in tre colonne di reggimenti, e non poteva disporre di abbastanza fucilieri per fronteggiare gli Alleati. Seguirono tre diversi duelli di fucilieri, dato che il 23° Royal Welch Fusiliers ed i due battaglioni del 7º fucilieri affrontarono una colonna a testa. Durante lo scontro a fuoco i francesi tentarono di nuovo di disporsi in linea, ma come prima il fuoco alleato gli impedì di completare lo spiegamento. Dopo 20–30 minuti di duro scontro dovettero cedere e ritirarsi. Più di metà dei fucilieri era stata persa, soprattutto a causa del fuoco d'artiglieria, mentre la brigata di Werlé aveva subito 1800 caduti.
Nel frattempo Abercrombie aveva condotto la propria brigata fino a fronteggiare il lato destro del V Corpo, e caricò. Gli uomini di Girard e Gazan fuggirono verso il fondo della formazione, unendosi ai fuggitivi provenienti dalla brigata di Werlé. La 4ª divisione alleata e parti della 2ª inseguirono i francesi in rotta, portando Beresford ad esclamare "Alt! Alt 57°; sarebbe un peccato lasciarli continuare!" Questa ammonizione non era necessaria. Latour-Maubourg pose velocemente la propria cavalleria tra le divisioni alleate all'inseguimento e la fanteria francese in fuga, ed interrompendo il proprio inseguimento britannici e portoghesi occuparono le alture che avevano appena conquistato. Anche Soult mosse le sue ultime riserve (due potenti battaglioni di granatieri) per coprire la ritirata e queste, nonostante avessero subito il pesante fuoco d'artiglieria, riuscirono a limitare gli ulteriori scontri. Dopo alcuni ritardi Beresford guidò tre brigate portoghesi facendo arretrare i granatieri, ma a questo punto Soult aveva già ammassato la propria artiglieria in linea di fronte agli Alleati, e Beresford non spinse ulteriormente i propri uomini.
Alla fine della battaglia la KGL di Alten, che non aveva fatto in tempo a raggiungere il fronte meridionale, tornò ad Albuera cacciando i francesi rimasti nel villaggio. Dopo sei o sette ore di aspro conflitto, la battaglia giunse al termine.

## Risultato
Il mattino del 17 maggio entrambi gli schieramenti si riorganizzarono. Beresford si stava preparando per un'altra battaglia difensiva, ma Soult stava solo difendendo il terreno per il tempo necessario a permettere il trasporto dei feriti fino a Siviglia. C'erano ancora poche possibilità che Soult riprendesse le ostilità, dato che all'alba la brigata da 1400 unità di Kemmis (posizionata in precedenza sulla riva settentrionale del Guadiana) si era riunita all'esercito alleato sul campo di battaglia. Beresford aveva a disposizione anche la divisione portoghese pressoché illesa, la KGL di Alten e numerosi battaglioni spagnoli. Soult, al contrario, aveva solo la brigata di Godinot e la cavalleria di Latour-Maubourg in grado di combattere. La notizia della marcia di Wellington verso Elvas con altre due divisioni affrettò la ritirata del maresciallo, e convinse Beresford a non lanciarsi in un attacco frettoloso contro le potenti cavalleria ed artiglieria di Soult.
Soult iniziò la marcia prima dell'alba del 18 maggio, lasciandosi alle spalle molte centinaia di feriti a causa della minaccia alleata. Furono così tanti i feriti in battaglia che due giorni dopo i caduti britannici non erano ancora stati raccolti dal campo. La cappella di Albuera fu riempita di feriti francesi, mentre i caduti erano ancora sparsi sul terreno. In proporzione agli uomini coinvolti, la battaglia di Albuera fu la più sanguinosa dell'intera guerra d'indipendenza spagnola.
Le perdite da entrambe le parti furono terrificanti e, mentre Soult aveva fallito nel suo tentativo di togliere l'assedio a Badajoz, nessuno dei due dimostrò di voler insistere per ottenere una vittoria completa. Gli Alleati persero in totale 5916 uomini: 4159 britannici, 389 portoghesi e 1368 spagnoli. Nel suo dispaccio del 21 maggio 1811 Soult stimò le perdite britanniche in 5000 uomini, e tra gli 800 ed i 1000 prigionieri; le perdite spagnole in 2000 unità e 1100 prigionieri; le perdite portoghesi tra i 700 e gli 800. Le perdite francesi sono più difficili da accertare. Inizialmente Soult dichiarò 2800 caduti nel suo dispaccio a Napoleone, ma le cifre ufficiali redatte il 6 luglio modificarono la cifra in 5936. Gli storici britannici criticano questa cifra, dato che confrontando la cifra di Soult (241 ufficiali caduti) con il numero di ufficiali tornati dal conflitto si ottiene 362. Sir Charles Oman utilizzò questa cifra per ottenere il numero totale di caduti francesi, che stimò in circa 7900 unità. Gli storici francesi Belmas e Lapène stimarono 7000 caduti. Alcuni dei caduti britannici, compreso il generale maggiore Daniel Hoghton, sono sepolti nel cimitero britannico di Elvas.
Leggendo il resoconto della battaglia scritto da Beresford, Wellington non fu felice e disse ad un ufficiale "Così non va. Farebbe impazzire le persone in Inghilterra. Scrivimi di una vittoria". Il resoconto fu riscritto, anche se Wellington ammise che un'altra battaglia simile avrebbe condannato il suo esercito. Soult, sulla base delle perdite subite dal nemico, la definì "una vittoria". Lodò la robustezza delle forze alleate, scrivendo: "Non ci fu modo di sconfiggere queste truppe, nonostante i loro generali. Ho sempre pensato che fossero cattivi militari, ed ora ne sono sicuro. Girai alla loro destra, colpii il loro centro ed ovunque la vittoria era mia – ma i soldati non sapevano come fuggire!".

## Conseguenze
Nonostante avesse fallito nel suo tentativo di togliere l'assedio di Badajoz, la campagna di Soult era riuscita ad eliminarlo per tre giorni. Il generale Philippon, comandante della guarnigione, colse l'occasione per fare una sortita e distruggere le installazioni alleate nelle vicinanze. Prima di abbandonare il posto e dirigersi verso Albuera il 15 maggio, la 4ª divisione aveva rispedito i rifornimenti ad Elvas, così poche cose furono recuperate dai francesi durante l'assenza alleata. Il 18 maggio Beresford inviò la divisione portoghese di Hamilton, assieme ad una parte della cavalleria, a Badajoz. Il suo impiegò riprese il giorno successivo. I corpi di Beresford si unirono con quelli di Wellington nel giugno 1811, ma questi rinforzi si stavano esaurendo in fretta. L'esercito francese del Portogallo, ora ricostruito dal maresciallo Auguste Marmont, si era unito all'esercito del sud di Soult, e Wellington fu obbligato a riportare i propri 44000 uomini oltre il confine di Elvas. Il 20 giugno le forze francesi combinate, oltre 60000 uomini, abbandonarono l'assedio.
La battaglia di Albuera ebbe pochi effetti sul corso complessivo della guerra, ma aveva mostrato che britannici e spagnoli potevano lavorare insieme. D'altra parte, le relazioni politiche anglo-spagnole subirono contraccolpi a causa della battaglia. Wellington criticò ferocemente le perdite subite da Blake, mentre un dispaccio letto all'interno delle cortes sosteneva che i britannici avessero giocato un ruolo minore nel conflitto, nonostante le loro perdite fossero state più gravi.